# Etnefjorden
Etnefjorden er en fjordarm af Ølsfjorden og Hardangerfjorden i Etne kommune i Sunnhordland i Vestland fylke i Norge. Fjorden har indløb mellem Dreganeset i den nordlige del af Vindafjord kommune (tidligere Ølen) i syd og Børkjenesklubben i nord, og strækker sig 8,5 km østover til Etnesjøen, kommunecentret i Etne. Et stykke inde deler fjorden sig i to grene. Den ene går sydøstover og kaldes Osvågen, mens den anden går mod nordøst og videre ind til Etne.
Omkring Osvågen er flere gårde, heriblandt Osnes, Eiriksvik, Gjerdsvik og Eikanes. Ved Etnesjøen, inderst i fjorden, munder Etneelva ud. 